# کاواری
کاواری، روستا و مرکز دهستان شیرآباد از توابع بخش گوهرکوه شهرستان تفتان در استان سیستان و بلوچستان ایران است.

## جمعیت
این روستا در دهستان شیرآباد قرار دارد و براساس سرشماری مرکز آمار ایران در سال ۱۳۹۵، جمعیت آن ۷۴۰ نفر (۱۹۳ خانوار) بوده‌است.